# Tổ chức Đảng bộ cấp tỉnh tại Việt Nam
Đảng bộ cấp tỉnh, Đảng ủy cấp tỉnh, Ban Chấp hành Đảng bộ cấp tỉnh, còn được gọi là Tỉnh ủy (đối với đơn vị hành chính là tỉnh) hay Thành ủy (đối với đơn vị hành chính là thành phố trực thuộc trung ương) là cơ quan do Đảng Cộng sản Việt Nam lãnh đạo ở cấp Tỉnh. Do Việt Nam là quốc gia theo thể chế chủ nghĩa xã hội đồng thời thực hiện chủ trương "Đảng lãnh đạo, nhà nước cầm quyền", cơ quan Đảng ủy cấp tỉnh có quyền lực cao hơn so với các cơ quan hành chính cấp tương đương.
Đứng đầu Đảng ủy cấp tỉnh là Bí thư Tỉnh ủy (hoặc Bí thư Thành ủy đối với thành phố trực thuộc trung ương) do Ban chấp hành Đảng bộ cấp tỉnh bầu tại Hội nghị đầu tiên, hoặc được điều phối từ Ban chấp hành Trung ương. Bí thư Tỉnh/Thành ủy thường là Ủy viên Trung ương Đảng, trong đó Bí thư Thành ủy Hà Nội và Bí thư Thành ủy Thành phố Hồ Chí Minh còn là Ủy viên Bộ Chính trị.
Ban chấp hành Đảng bộ cấp tỉnh còn bầu ra Ban Thường vụ gồm các Ủy viên Ban Thường vụ, trong đó có một số Ủy viên giữ nhiệm vụ Thường trực.
Ủy viên ban chấp hành Đảng bộ tỉnh được gọi là Tỉnh ủy viên. Tỉnh ủy viên thường là các Giám đốc Sở và Bí thư Huyện.

## Quyền hạn và nhiệm vụ
Ban Chấp hành Đảng bộ cấp tỉnh có quyền hạn và nhiệm vụ:
- Quyết định chương trình công tác toàn khoá, hằng năm và Quy chế làm việc của Ban Chấp hành Đảng bộ cấp tỉnh; Quy chế làm việc của Ủy ban Kiểm tra Tỉnh/Thành ủy.
- Chuẩn bị nội dung, chương trình Đại hội và nhân sự Ban Chấp hành Đảng bộ cấp tỉnh khoá mới; quyết định triệu tập Đại hội Đảng bộ tỉnh.
- Thảo luận và quyết định các chủ trương, biện pháp và chỉ đạo thực hiện các nghị quyết của Trung ương Đảng, Nghị quyết Đại hội Đảng bộ cấp tỉnh.
- Tổng kết những chuyên đề về kinh tế- xã hội, an ninh, quốc phòng, xây dựng Đảng, xây dựng hệ thống chính trị. Căn cứ vào nội dung, tính chất của từng lĩnh vực trên, Tỉnh/Thành ủy ra nghị quyết hoặc kết luận.
- Chỉ đạo, lãnh đạo và tổ chức thực hiện sơ kết, tổng kết các nghị quyết, chỉ thị của Ban Chấp hành Trung ương, Bộ Chính trị, Ban Bí thư và nghị quyết của Ban Chấp hành Đảng bộ cấp tỉnh.
- Thảo luận và ra nghị quyết về việc đề nghị điều chỉnh địa giới hành chính cấp tỉnh, cấp huyện.
- Quyết định những nội dung lớn về công tác xây dựng Đảng, những vấn đề quan trọng về công tác tổ chức và cán bộ; về công tác kiểm tra, giám sát và thi hành kỷ luật trong Đảng theo quy định của Điều lệ Đảng.
- Trình Bộ Chính trị, Ban Bí thư nhân sự giới thiệu ứng cử các chức danh Bí thư, Phó Bí thư Tỉnh/Thành ủy, Chủ tịch Hội đồng nhân dân cấp tỉnh, Chủ tịch Ủy ban nhân dân cấp tỉnh.
- Căn cứ quy định của Trung ương, thảo luận và quyết định số lượng Ủy viên Ban Thường vụ, Ủy viên Ủy ban kiểm tra Tỉnh/Thành ủy.
- Bầu Ủy viên Ban Thường vụ, Bí thư, Phó Bí thư, Ủy viên Ủy ban Kiểm tra, Chủ nhiệm Ủy ban Kiểm tra Tỉnh/Thành ủy.
- Xem xét, giới thiệu và đề nghị bổ sung Ủy viên Ban Chấp hành Đảng bộ cấp tỉnh.[1]
- Giới thiệu nhân sự ứng cử chức danh Chủ tịch Hội đồng nhân dân, Chủ tịch Ủy ban nhân dân cấp tỉnh để Hội đồng nhân dân cấp tỉnh bầu; tham gia ý kiến về nhân sự Phó Chủ tịch Hội đồng nhân dân, Phó Chủ tịch Ủy ban nhân dân trước khi Ban Thường vụ Tỉnh/Thành ủy quyết định giới thiệu để Hội đồng nhân dân cấp tỉnh bầu.
- Cho ý kiến về chủ trương, định hướng lớn đối với những vấn đề đặc biệt quan trọng của Hội đồng nhân dân cấp tỉnh trước khi Hội đồng nhân dân thảo luận và quyết định.
- Quyết định những vấn đề lớn, quan trọng về kinh tế - xã hội, ngân sách, quốc phòng, an ninh, đối ngoại, các chương trình, dự án trọng điểm về đầu tư phát triển sản xuất, kinh doanh, kinh tế đối ngoại... liên quan đến đời sống của nhân dân ở địa phương; chủ trương đầu tư các dự án đặc biệt quan trọng của tỉnh.
- Xem xét, cho ý kiến về đánh giá tình hình thực hiện nhiệm vụ phát triển kinh tế - xã hội, an ninh quốc phòng, xây dựng hệ thống chính trị 6 tháng đầu năm, hằng năm của tỉnh và phương hướng, nhiệm vụ trong thời gian tới.
- Xem xét, xử lý kỷ luật đối với tổ chức đảng và đảng viên theo Quy định của Điều lệ Đảng.
- Xem xét, cho ý kiến những vấn đề quan trọng khác mà Ban Thường vụ Tỉnh/Thành ủy thấy cần phải trình Tỉnh uỷ thảo luận và quyết định.

## Thường trực Tỉnh ủy

### Tổ chức
Thường trực Tỉnh/Thành ủy do Ban chấp hành Đảng bộ cấp tỉnh bầu trong Hội nghị Đảng bộ cấp tỉnh, có thể được bổ sung hoặc miễn chức vụ của các thành viên trong Thường trực Tỉnh/Thành ủy.
Thường trực Tỉnh/Thành ủy gồm Bí thư, Phó Bí thư Tỉnh/Thành ủy.

### Quyền hạn
Thường trực Tỉnh/Thành ủy có nhiệm vụ và quyền hạn sau:
- Giúp Ban Thường vụ chỉ đạo việc chuẩn bị và tổ chức thực hiện Quy chế làm việc và Chương trình công tác toàn khoá của Ban Chấp hành Đảng bộ cấp tỉnh; xây dựng và tổ chức thực hiện chương trình công tác hằng năm, 6 tháng, hằng quý, hằng tháng của Ban Thường vụ Tỉnh/Thành ủy; quyết định triệu tập hội nghị Ban Thường vụ; chỉ đạo việc chuẩn bị các nội dung (báo cáo, đề án, phương án, dự thảo các nghị quyết, kết luận) trình Hội nghị Ban Thường vụ, Ban Chấp hành Đảng bộ cấp tỉnh quyết định; chỉ đạo việc chuẩn bị nội dung làm việc với lãnh đạo cấp cao của Đảng và Nhà nước đến thăm và làm việc tại địa phương hoặc khi lãnh đạo yêu cầu cấp uỷ đến báo cáo, làm việc.
- Chỉ đạo phối hợp hoạt động giữa các cơ quan Đảng, Đảng đoàn Hội đồng nhân dân, Ban cán sự đảng Ủy ban nhân dân cấp tỉnh, các đoàn thể nhân dân trong việc quán triệt, cụ thể hoá, chỉ đạo tổ chức thực hiện và kiểm tra, giám sát, sơ kết, tổng kết việc thực hiện các chỉ thị, nghị quyết của Trung ương và của cấp uỷ địa phương.
- Chỉ đạo giải quyết các công việc hằng ngày của Đảng bộ, nhất là những vấn đề đột xuất nảy sinh giữa hai kỳ họp của Ban Thường vụ Tỉnh/Thành ủy.
- Thay mặt Ban Thường vụ giải quyết những công việc theo sự chỉ đạo của Trung ương, theo Quy chế làm việc của cấp uỷ và những công việc được Ban Thường vụ ủy quyền.
- Cho ý kiến về việc thành lập và giải thể các tổ chức không thuộc thẩm quyền của Ban Thường vụ Tỉnh/Thành ủy.
- Trực tiếp quản lý, quyết định bổ nhiệm, miễn nhiệm các chức danh cán bộ được Ban Thường vụ Tỉnh/Thành ủy ủy quyền; xem xét, tham gia ý kiến đối với các chức danh cán bộ lãnh đạo, quản lý các ngành thuộc Trung ương quản lý (theo Phân cấp quản lý cán bộ), Thẩm phán Toà án Nhân dân cấp tỉnh, Kiểm sát viên Viện Kiểm sát nhân dân cấp tỉnh để ngành dọc Trung ương quyết định quy hoạch, bổ nhiệm, bổ nhiệm lại.

## Ban Thường vụ

### Tổ chức
Ban Thường vụ Tỉnh/Thành ủy do Ban chấp hành Đảng bộ cấp tỉnh bầu trong Hội nghị đầu tiên, có thể bổ sung và bãi nhiệm các thành viên trong các Hội nghị.
Ban Thường vụ bao gồm:
- Bí thư Tỉnh/Thành ủy, các Phó Bí thư. (Thường trực tỉnh ủy)
- Các ủy viên Ban Thường vụ còn lại thường có:
  - Các Phó Chủ tịch Ủy ban Nhân dân và Hội đồng Nhân dân Tỉnh/Thành phố (tùy vào độ quan trọng trong nhiệm vụ và quyền hạn của các Phó Chủ tịch).
  - Người đứng đầu các cơ quan Đảng quan trọng thuộc Tỉnh/Thành ủy (như Ủy ban Kiểm tra, Ban Tổ chức, Ban Tuyên giáo, Ban dân vận ...).
  - Chỉ huy trưởng Bộ chỉ huy quân sự cấp Tỉnh/Thành phố.
  - Giám đốc Công An cấp Tỉnh/Thành phố.
  - Bí thư Thành phố tỉnh lỵ

### Quyền hạn
Ban Thường vụ Tỉnh/Thành ủy có quyền hạn và nhiệm vụ:
- Cho ý kiến về các dự án đầu tư liên quan đến sử dụng đất có diện tích từ 01 ha trở lên ở các vùng (ngoài khu công nghiệp, cụm công nghiệp và kinh tế xã hội); các dự án liên quan đến vùng dân tộc, vùng tôn giáo; các dự án quan hệ đến an ninh, quốc phòng; các dự án thuộc nhóm B (riêng các dự án đặc biệt quan trọng và dự án nhóm A phải báo cáo Ban Thường vụ hoặc Ban chấp hành Đảng bộ cấp tỉnh quyết định).
- Cho chủ trương đầu tư xây dựng mới; cải tạo, sửa chữa lớn trụ sở làm việc của các cơ quan Đảng, nhà nước, Mặt trận Tổ quốc và tổ chức chính trị - xã hội từ nguồn ngân sách tỉnh.
- Cho ý kiến về chủ trương sử dụng các khoản chi từ nguồn hỗ trợ của Trung ương, tỉnh bạn, các tổ chức trong và ngoài nước cho các nhu cầu phòng, chống thiên tai, cứu trợ khẩn cấp,…; cho ý kiến về việc sử dụng nguồn tiền thưởng thu vượt dự toán từ ngân sách Trung ương thưởng cho ngân sách địa phương, nguồn tăng thu ngân sách cấp tỉnh, các khoản chi bổ sung dự toán có mức độ ảnh hưởng lớn đến phát triển kinh tế - xã hội của địa phương do Ban cán sự đảng Uỷ ban nhân dân tỉnh trình sau khi đã xin ý kiến Thường trực Hội đồng nhân dân tỉnh; cho chủ trương các khoản chi hỗ trợ các tỉnh bạn, các tổ chức nước ngoài; cho ý kiến về những nội dung liên quan đến bổ sung ngân sách đảng của địa phương theo quy định. Đối với nguồn dự phòng ngân sách, Uỷ ban nhân dân tỉnh chỉ đạo thực hiện chi đúng theo Luật Ngân sách, định kỳ hằng quý báo cáo kết quả thực hiện với Thường trực Tỉnh uỷ.
- Cho chủ trương về tổ chức các lễ kỷ niệm lớn của cấp tỉnh và cấp huyện.
- Cho ý kiến về kế hoạch đại hội các cấp, báo cáo chính trị, đề án nhân sự và đề án tổ chức đại hội của Mặt trận Tổ quốc và các tổ chức chính trị - xã hội tỉnh.
- Cho ý kiến về chức năng, nhiệm vụ, tổ chức bộ máy, biên chế cán bộ, nhân sự bầu bổ sung các chức danh Mặt trận Tổ quốc và các tổ chức chính trị - xã hội tỉnh theo phân cấp quản lý cán bộ.
- Chuẩn y kết quả bầu cấp uỷ viên, uỷ viên uỷ ban kiểm tra và các chức danh lãnh đạo cấp uỷ của đảng uỷ trực thuộc. Chỉ định, bổ sung, thay thế hoặc cách chức thành viên Đảng đoàn Mặt trận Tổ quốc và các tổ chức chính trị - xã hội tỉnh, thành viên Ban cán sự đảng Viện Kiểm sát nhân dân, Toà án nhân dân tỉnh trên cơ sở xem xét đề nghị của các cơ quan có thẩm quyền.
- Quyết định thẩm tra những cán bộ thuộc diện Ban Thường vụ quản lý khi có vấn đề phải xem xét về lịch sử chính trị và chính trị theo Quy định của Bộ Chính trị để đưa ra Ban Thường vụ Tỉnh uỷ xem xét, kết luận.
- Cho ý kiến về bổ nhiệm, miễn nhiệm, điều động, thuyên chuyển, nghỉ hưu cán bộ thuộc quyền quản lý của đảng đoàn, ban cán sự đảng các cơ quan nhà nước, các tổ chức chính trị - xã hội đối với những trường hợp mà các tổ chức đảng thấy cần phải xin ý kiến Thường trực Tỉnh uỷ trước khi quyết định.
- Quyết định việc thực hiện chế độ và chính sách tiền lương, cử đi học, đi công tác, nghiên cứu, học tập nước ngoài đối với cán bộ thuộc diện Ban Thường vụ Tỉnh ủy quản lý; các đoàn của sở, ban, ngành, huyện, thành, thị và tương đương đi công tác, nghiên cứu, học tập ở trong nước. Những trường hợp cần thiết thì xin ý kiến Ban Thường vụ Tỉnh ủy trước khi quyết định.
- Chỉ đạo công tác chăm sóc sức khoẻ; tổ chức tang lễ đối với cán bộ thuộc diện Ban Thường vụ Tỉnh ủy quản lý theo đúng chế độ, chính sách quy định.
- Xét duyệt danh sách đề nghị tặng thưởng Huy chương, Huân chương Lao động; danh hiệu Nhà nước ở mức ưu tú và các vinh dự ở cấp tương đương. Xem xét, quyết định công nhận cán bộ hoạt động "Tiền khởi nghĩa".
- Xét các đảng bộ trong sạch, vững mạnh mà cấp dưới đề nghị Ban Thường vụ Tỉnh ủy biểu dương. Đề nghị cấp trên khen thưởng tổ chức đảng và đảng viên có thành tích theo quy định.
- Cho ý kiến về chương trình công tác năm và đánh giá công tác năm của các cơ quan nội chính; nhận xét, đánh giá công tác năm của lãnh đạo các cơ quan công an, quân sự tỉnh. Định kỳ hằng quý hoặc 6 tháng, Thường trực Tỉnh uỷ làm việc hoặc giao ban với lãnh đạo Viện Kiểm sát nhân dân tỉnh, Toà án nhân dân tỉnh và các cơ quan nội chính; lãnh đạo các ban xây dựng Đảng, MTTQ và các tổ chức chính trị - xã hội để nghe kết quả hoạt động và định hướng công tác lớn cho phù hợp với chương trình chung của Tỉnh uỷ.
- Cho ý kiến về chủ trương xử lý các vấn đề đột xuất có liên quan đến an ninh, trật tự an toàn xã hội, nhất là an ninh trong lĩnh vực tôn giáo, dân tộc trên địa bàn.
- Cho ý kiến về chủ trương xử lý một số vụ án theo Chỉ thị của Bộ Chính trị; Hướng dẫn của Bộ Chính trị về sự lãnh đạo của Đảng đối với các cơ quan bảo vệ pháp luật trong công tác điều tra, xử lý các vụ án và công tác bảo vệ Đảng.
- Cho ý kiến chỉ đạo để các cơ quan chức năng xem xét, giải quyết những đơn, thư khiếu nại, tố cáo có biểu hiện phức tạp mà dư luận quan tâm, nhất là những đơn thư liên quan đến cán bộ thuộc diện Thường trực Tỉnh ủy, Ban Thường vụ Tỉnh uỷ quản lý.
- Chỉ đạo các chương trình, kế hoạch và hoạt động đối ngoại lớn ở địa phương.
- Hằng tháng, Thường trực Tỉnh uỷ báo cáo kết quả giải quyết những công việc được Ban Thường vụ Tỉnh uỷ uỷ quyền vào hội nghị Ban Thường vụ Tỉnh uỷ gần nhất.
- Trong phạm vi được uỷ quyền, các ý kiến chỉ đạo của Thường trực Tỉnh uỷ có hiệu lực thực hiện như quyết định của Ban Thường vụ Tỉnh uỷ.

### Phụ cấp
Mức phụ cấp trách nhiệm: Ủy viên ban chấp hành đảng bộ cấp tỉnh, thành phố trực thuộc Trung ương và tương đương hưởng hệ số 0,5 mức lương tối thiểu.

## Đại hội Đại biểu Đảng bộ cấp tỉnh nhiệm kì 2015 - 2020 và 2020-2025
Đại hội Đại biểu Đảng bộ cấp tỉnh là cơ quan lãnh đạo cao nhất của Đảng bộ tỉnh. Đại hội Đại biểu Đảng bộ bầu ra cấp ủy gồm Ban chấp hành Đảng bộ tỉnh. Sau khi Ban Chấp hành Đảng bộ tỉnh được bầu, Hội nghị Đảng bộ tỉnh lần thứ nhất sẽ được tổ chức để bầu Ban Thường vụ Tỉnh ủy, Thường trực Tỉnh ủy, Ủy ban Kiểm tra Tỉnh ủy và các chức danh lãnh đạo gồm Bí thư, Phó Bí thư và Chủ nhiệm Ủy ban Kiểm tra Đảng bộ tỉnh ủy.
Đại hội Đại biểu Đảng bộ cấp tỉnh với nhiệm vụ bầu cấp ủy Đảng bộ tỉnh (tỉnh ủy) và các đại biểu tham dự Đại hội Đảng toàn quốc.
Đại hội Đại biểu các Đảng bộ cấp tỉnh diễn ra trước Đại hội Đảng toàn quốc và cùng khoảng thời gian với nhau. Trong toàn khóa 2015-2020 các Đảng bộ cấp tỉnh diễn ra Đại hội Đại biểu Đảng bộ từ đầu tháng 9 đến đầu tháng 11/2015.

Danh sách Đại hội Đại biểu Đảng bộ cấp tỉnh 2015 - 2020
| STT | Tỉnh Thành phố trực thuộc Trung ương | Đại hội Đại biểu Đảng bộ Khóa | Thời gian       | Bí thư                                 | Chức vụ khi được bầu                                                                 | Phó Bí thư            | Chức vụ khi được bầu                                                  | Bộ chính trị phân công chỉ đạo                                         |
| --- | ------------------------------------ | ----------------------------- | --------------- | -------------------------------------- | ------------------------------------------------------------------------------------ | --------------------- | --------------------------------------------------------------------- | ---------------------------------------------------------------------- |
| 1   | An Giang                             | X                             | 21-22/10/2015   | Võ Thị Ánh Xuân                        | Ủy viên dự khuyết Trung ương Đảng Phó Bí thư tỉnh ủy                                 | Võ Anh Kiệt           | Phó Chủ tịch Ủy ban nhân dân tỉnh                                     | Đinh Thế Huynh Trưởng ban Tuyên giáo Trung ương                        |
| 1   | An Giang                             | X                             | 21-22/10/2015   | Võ Thị Ánh Xuân                        | Ủy viên dự khuyết Trung ương Đảng Phó Bí thư tỉnh ủy                                 | Vương Bình Thạnh      | Phó Bí thư tỉnh ủy Chủ tịch Ủy ban nhân dân tỉnh                      | Đinh Thế Huynh Trưởng ban Tuyên giáo Trung ương                        |
| 2   | Bà Rịa - Vũng Tàu                    | VI                            | 21-23/10/2015   | Nguyễn Hồng Lĩnh                       | Ủy viên dự khuyết Trung ương Đảng Phó Bí thư tỉnh ủy Chủ tịch Hội đồng nhân dân tỉnh | Nguyễn Văn Trình      | Phó Bí thư tỉnh ủy Chủ tịch Ủy ban nhân dân tỉnh                      | Ngô Văn Dụ Chủ nhiệm Ủy ban Kiểm tra Trung ương                        |
| 2   | Bà Rịa - Vũng Tàu                    | VI                            | 21-23/10/2015   | Nguyễn Hồng Lĩnh                       | Ủy viên dự khuyết Trung ương Đảng Phó Bí thư tỉnh ủy Chủ tịch Hội đồng nhân dân tỉnh | Nguyễn Thị Yến        | Phó Bí thư tỉnh ủy Trưởng ban Dân vận Tỉnh ủy                         | Ngô Văn Dụ Chủ nhiệm Ủy ban Kiểm tra Trung ương                        |
| 3   | Bạc Liêu                             | XV                            | 27-30/10/2015   | Lê Minh Khái                           | Phó Bí thư tỉnh ủy Chủ tịch Ủy ban nhân dân tỉnh                                     | Dương Thành Trung     | Phó Bí thư thường trực tỉnh ủy                                        | Lê Thanh Hải Bí thư Thành ủy Hồ Chí Minh                               |
| 3   | Bạc Liêu                             | XV                            | 27-30/10/2015   | Lê Minh Khái                           | Phó Bí thư tỉnh ủy Chủ tịch Ủy ban nhân dân tỉnh                                     | Lê Thị Ái Nam         | Phó Chủ tịch Ủy ban nhân dân tỉnh                                     | Lê Thanh Hải Bí thư Thành ủy Hồ Chí Minh                               |
| 4   | Bắc Kạn                              | XI                            | 15-17/10/2015   | Nguyễn Văn Du                          | Bí thư tỉnh ủy                                                                       | Nguyễn Hoàng Hiệp     | Phó Bí thư Thường trực tỉnh ủy                                        | Trần Quốc Vượng Chánh văn phòng Trung ương Đảng                        |
| 4   | Bắc Kạn                              | XI                            | 15-17/10/2015   | Nguyễn Văn Du                          | Bí thư tỉnh ủy                                                                       | Lý Thái Hải           | Phó Bí thư tỉnh ủy Chủ tịch Ủy ban nhân dân tỉnh                      | Trần Quốc Vượng Chánh văn phòng Trung ương Đảng                        |
| 4   | Bắc Kạn                              | XI                            | 15-17/10/2015   | Nguyễn Văn Du                          | Bí thư tỉnh ủy                                                                       | Hoàng Duy Chinh       | Phó Chủ tịch Ủy ban nhân dân tỉnh                                     | Trần Quốc Vượng Chánh văn phòng Trung ương Đảng                        |
| 5   | Bắc Giang                            | XVIII                         | 1-3/10/2015     | Bùi Văn Hải                            | Bí thư tỉnh ủy                                                                       | Thân Văn Khoa         | Phó Bí thư Thường trực Chủ tịch Hội đồng nhân dân tỉnh                | Tô Huy Rứa Trưởng ban Tổ chức Trung ương                               |
| 5   | Bắc Giang                            | XVIII                         | 1-3/10/2015     | Bùi Văn Hải                            | Bí thư tỉnh ủy                                                                       | Nguyễn Văn Linh       | Phó Bí thư tỉnh ủy Chủ tịch Ủy ban nhân dân tỉnh                      | Tô Huy Rứa Trưởng ban Tổ chức Trung ương                               |
| 6   | Bắc Ninh                             | XIX                           | 23-25/9/2015    | Nguyễn Nhân Chiến                      | Bí thư tỉnh ủy Chủ tịch Hội đồng nhân dân tỉnh                                       | Nguyễn Hữu Quất       | Phó Bí thư Thường trực tỉnh ủy                                        | Tô Huy Rứa Trưởng ban Tổ chức Trung ương                               |
| 6   | Bắc Ninh                             | XIX                           | 23-25/9/2015    | Nguyễn Nhân Chiến                      | Bí thư tỉnh ủy Chủ tịch Hội đồng nhân dân tỉnh                                       | Nguyễn Tử Quỳnh       | Phó Bí thư tỉnh ủy Chủ tịch Ủy ban nhân dân tỉnh                      | Tô Huy Rứa Trưởng ban Tổ chức Trung ương                               |
| 6   | Bắc Ninh                             | XIX                           | 23-25/9/2015    | Nguyễn Nhân Chiến                      | Bí thư tỉnh ủy Chủ tịch Hội đồng nhân dân tỉnh                                       | Nguyễn Thị Hà         | Phó Bí thư Tỉnh ủy                                                    | Tô Huy Rứa Trưởng ban Tổ chức Trung ương                               |
| 7   | Bến Tre                              | X                             | 12-14/10/2015   | Võ Thành Hạo                           | Bí thư tỉnh ủy Chủ tịch Hội đồng nhân dân tỉnh                                       | Phan Văn Mãi          | Phó bí thư tỉnh ủy                                                    | Nguyễn Thiện Nhân Chủ tịch Ủy ban Trung ương Mặt trận Tổ quốc Việt Nam |
| 7   | Bến Tre                              | X                             | 12-14/10/2015   | Võ Thành Hạo                           | Bí thư tỉnh ủy Chủ tịch Hội đồng nhân dân tỉnh                                       | Cao Văn Trọng         | Phó Bí thư tỉnh ủy Chủ tịch Ủy ban nhân dân tỉnh                      | Nguyễn Thiện Nhân Chủ tịch Ủy ban Trung ương Mặt trận Tổ quốc Việt Nam |
| 7   | Bến Tre                              | X                             | 12-14/10/2015   | Võ Thành Hạo                           | Bí thư tỉnh ủy Chủ tịch Hội đồng nhân dân tỉnh                                       | Trần Ngọc Tam         | Phó Chủ tịch Uỷ ban nhân dân tỉnh                                     | Nguyễn Thiện Nhân Chủ tịch Ủy ban Trung ương Mặt trận Tổ quốc Việt Nam |
| 8   | Bình Dương                           | X                             | 26-27/10/2015   | Trần Văn Nam                           | Phó Bí thư tỉnh ủy Chủ tịch Ủy ban nhân dân tỉnh                                     | Phạm Văn Cành         | Phó Bí thư tỉnh ủy Chủ tịch Hội đồng nhân dân tỉnh                    | Trương Tấn Sang Chủ tịch nước                                          |
| 8   | Bình Dương                           | X                             | 26-27/10/2015   | Trần Văn Nam                           | Phó Bí thư tỉnh ủy Chủ tịch Ủy ban nhân dân tỉnh                                     | Nguyễn Hữu Từ         | Phó Bí thư tỉnh ủy                                                    | Trương Tấn Sang Chủ tịch nước                                          |
| 8   | Bình Dương                           | X                             | 26-27/10/2015   | Trần Văn Nam                           | Phó Bí thư tỉnh ủy Chủ tịch Ủy ban nhân dân tỉnh                                     | Trần Thanh Liêm       | Phó Chủ tịch Thường trực Ủy ban nhân dân tỉnh                         | Trương Tấn Sang Chủ tịch nước                                          |
| 9   | Bình Định                            | XIX                           | 14-16/10/2015   | Nguyễn Thanh Tùng                      | Phó Bí thư Thường trực Tỉnh ủy Chủ tịch Hội đồng nhân dân tỉnh                       | Hồ Quốc Dũng          | Phó Bí thư tỉnh ủy Chủ tịch Ủy ban nhân dân tỉnh                      | Tòng Thị Phóng Phó Chủ tịch Quốc hội                                   |
| 9   | Bình Định                            | XIX                           | 14-16/10/2015   | Nguyễn Thanh Tùng                      | Phó Bí thư Thường trực Tỉnh ủy Chủ tịch Hội đồng nhân dân tỉnh                       | Lê Kim Toàn           | Phó Bí thư tỉnh ủy                                                    | Tòng Thị Phóng Phó Chủ tịch Quốc hội                                   |
| 10  | Bình Phước                           | X                             | 21-23/10/2015   | Nguyễn Văn Lợi                         | Phó Bí thư Thường trực Tỉnh ủy                                                       | Nguyễn Văn Trăm       | Phó Bí thư tỉnh ủy Chủ tịch Ủy ban nhân dân tỉnh                      | Phạm Quang Nghị Bí thư Thành ủy Hà Nội                                 |
| 10  | Bình Phước                           | X                             | 21-23/10/2015   | Nguyễn Văn Lợi                         | Phó Bí thư Thường trực Tỉnh ủy                                                       | Lê Văn Châu           | Phó Bí thư tỉnh ủy                                                    | Phạm Quang Nghị Bí thư Thành ủy Hà Nội                                 |
| 10  | Bình Phước                           | X                             | 21-23/10/2015   | Nguyễn Văn Lợi                         | Phó Bí thư Thường trực Tỉnh ủy                                                       | Trần Tuệ Hiền         | Bí thư Thị ủy Đồng Xoài                                               | Phạm Quang Nghị Bí thư Thành ủy Hà Nội                                 |
| 11  | Bình Thuận                           | XIII                          | 12-15/10/2015   | Nguyễn Mạnh Hùng                       | Bí thư tỉnh ủy Chủ tịch Hội đồng nhân dân tỉnh                                       | Nguyễn Ngọc Hai       | Phó Bí thư Tỉnh ủy                                                    | Trương Hòa Bình Chánh án Tòa án nhân dân Tối cao                       |
| 11  | Bình Thuận                           | XIII                          | 12-15/10/2015   | Nguyễn Mạnh Hùng                       | Bí thư tỉnh ủy Chủ tịch Hội đồng nhân dân tỉnh                                       | Dương Văn An          | Phó Bí thư tỉnh ủy                                                    | Trương Hòa Bình Chánh án Tòa án nhân dân Tối cao                       |
| 11  | Bình Thuận                           | XIII                          | 12-15/10/2015   | Nguyễn Mạnh Hùng                       | Bí thư tỉnh ủy Chủ tịch Hội đồng nhân dân tỉnh                                       | Huỳnh Thanh Cảnh      | Phó Chủ tịch Ủy ban nhân dân tỉnh                                     | Trương Hòa Bình Chánh án Tòa án nhân dân Tối cao                       |
| 12  | Cà Mau                               | XV                            | 21-24/9/2015    | Dương Thanh Bình                       | Ủy viên Trung ương Đảng Bí thư tỉnh ủy                                               | Nguyễn Tiến Hải       | Phó Bí thư tỉnh ủy Chủ tịch Ủy ban nhân dân tỉnh                      | Lê Thanh Hải Bí thư Thành ủy Hồ Chí Minh                               |
| 12  | Cà Mau                               | XV                            | 21-24/9/2015    | Dương Thanh Bình                       | Ủy viên Trung ương Đảng Bí thư tỉnh ủy                                               | Phạm Bạch Đằng        | Bí thư Thành ủy Cà Mau                                                | Lê Thanh Hải Bí thư Thành ủy Hồ Chí Minh                               |
| 13  | Cao Bằng                             | XVIII                         | 14-16/10/2015   | Nguyễn Hoàng Anh                       | Bí thư tỉnh ủy Chủ tịch Hội đồng nhân dân tỉnh                                       | Hoàng Xuân Ánh        | Phó Bí thư tỉnh ủy Chủ tịch Ủy ban nhân dân tỉnh                      | Ngô Xuân Lịch Chủ nhiệm Tổng Cục chính trị Quân đội nhân dân Việt Nam  |
| 13  | Cao Bằng                             | XVIII                         | 14-16/10/2015   | Nguyễn Hoàng Anh                       | Bí thư tỉnh ủy Chủ tịch Hội đồng nhân dân tỉnh                                       | Đàm Văn Eng           | Phó Chủ tịch Ủy ban nhân dân tỉnh                                     | Ngô Xuân Lịch Chủ nhiệm Tổng Cục chính trị Quân đội nhân dân Việt Nam  |
| 13  | Cao Bằng                             | XVIII                         | 14-16/10/2015   | Nguyễn Hoàng Anh                       | Bí thư tỉnh ủy Chủ tịch Hội đồng nhân dân tỉnh                                       | Triệu Đình Lê         | Phó Chủ tịch Hội đồng nhân dân tỉnh                                   | Ngô Xuân Lịch Chủ nhiệm Tổng Cục chính trị Quân đội nhân dân Việt Nam  |
| 14  | Cần Thơ                              | XIII                          | 23-25/9/2015    | Trần Quốc Trung                        | Phó Bí thư Thường trực Thành ủy                                                      | Phạm Gia Túc          | Phó Bí thư Thành ủy                                                   | Lê Hồng Anh Thường trực Ban Bí thư                                     |
| 14  | Cần Thơ                              | XIII                          | 23-25/9/2015    | Trần Quốc Trung                        | Phó Bí thư Thường trực Thành ủy                                                      | Võ Thành Thống        | Phó Chủ tịch Ủy ban nhân dân thành phố                                | Lê Hồng Anh Thường trực Ban Bí thư                                     |
| 14  | Cần Thơ                              | XIII                          | 23-25/9/2015    | Trần Quốc Trung                        | Phó Bí thư Thường trực Thành ủy                                                      | Phạm Văn Hiểu         | Chủ tịch Hội đồng nhân dân thành phố                                  | Lê Hồng Anh Thường trực Ban Bí thư                                     |
| 15  | Đà Nẵng                              | XXI                           | 14-16/10/2015   | Nguyễn Xuân Anh                        | Ủy viên dự khuyết Trung ương Đảng Phó Bí thư tỉnh ủy                                 | Võ Công Trí           | Phó Bí thư Thường trực Thành ủy                                       | Trương Tấn Sang Chủ tịch nước                                          |
| 15  | Đà Nẵng                              | XXI                           | 14-16/10/2015   | Nguyễn Xuân Anh                        | Ủy viên dự khuyết Trung ương Đảng Phó Bí thư tỉnh ủy                                 | Huỳnh Đức Thơ         | Phó Bí thư tỉnh ủy Chủ tịch Ủy ban nhân dân thành phố                 | Trương Tấn Sang Chủ tịch nước                                          |
| 16  | Đắk Lắk                              | XVI                           | 12-14/10/2015   | Êban Y Phu                             | Phó Bí thư Thường trực Tỉnh ủy                                                       | Y Biêr Niê            | Bí thư Thị ủy Buôn Hồ                                                 | Trần Đại Quang Bộ trưởng Bộ Công an                                    |
| 16  | Đắk Lắk                              | XVI                           | 12-14/10/2015   | Êban Y Phu                             | Phó Bí thư Thường trực Tỉnh ủy                                                       | Phạm Ngọc Nghị        | Phó Bí thư tỉnh ủy Chủ tịch Ủy ban nhân dân tỉnh                      | Trần Đại Quang Bộ trưởng Bộ Công an                                    |
| 16  | Đắk Lắk                              | XVI                           | 12-14/10/2015   | Êban Y Phu                             | Phó Bí thư Thường trực Tỉnh ủy                                                       | Phạm Minh Tấn         | Phó Bí thư tỉnh ủy                                                    | Trần Đại Quang Bộ trưởng Bộ Công an                                    |
| 17  | Đắk Nông                             | XI                            | 23-25/9/2015    | Lê Diễn                                | Phó Bí thư tỉnh ủy Chủ tịch Ủy ban nhân dân tỉnh                                     | Nguyễn Bốn            | Phó Chủ tịch Ủy ban nhân dân tỉnh                                     | Đinh Thế Huynh Trưởng ban Tuyên giáo Trung ương                        |
| 17  | Đắk Nông                             | XI                            | 23-25/9/2015    | Lê Diễn                                | Phó Bí thư tỉnh ủy Chủ tịch Ủy ban nhân dân tỉnh                                     | Ngô Thanh Danh        | Trưởng Ban Tuyên giáo Tỉnh ủy                                         | Đinh Thế Huynh Trưởng ban Tuyên giáo Trung ương                        |
| 17  | Đắk Nông                             | XI                            | 23-25/9/2015    | Lê Diễn                                | Phó Bí thư tỉnh ủy Chủ tịch Ủy ban nhân dân tỉnh                                     | Điểu K’Ré             | Ủy viên dự khuyết Trung ương Đảng Chủ tịch Hội đồng nhân dân tỉnh     | Đinh Thế Huynh Trưởng ban Tuyên giáo Trung ương                        |
| 18  | Đồng Nai                             | X                             | 28-30/9/2015    | Nguyễn Phú Cường                       | Ủy viên dự khuyết Trung ương Đảng Phó chủ tịch Ủy ban nhân dân tỉnh                  | Trần Văn Tư           | Phó Bí thư tỉnh ủy Chủ tịch Hội đồng nhân dân tỉnh                    | Nguyễn Tấn Dũng Thủ tướng Chính phủ                                    |
| 18  | Đồng Nai                             | X                             | 28-30/9/2015    | Nguyễn Phú Cường                       | Ủy viên dự khuyết Trung ương Đảng Phó chủ tịch Ủy ban nhân dân tỉnh                  | Đinh Quốc Thái        | Chủ tịch Ủy ban nhân dân tỉnh                                         | Nguyễn Tấn Dũng Thủ tướng Chính phủ                                    |
| 18  | Đồng Nai                             | X                             | 28-30/9/2015    | Nguyễn Phú Cường                       | Ủy viên dự khuyết Trung ương Đảng Phó chủ tịch Ủy ban nhân dân tỉnh                  | Phan Thị Mỹ Thanh     | Phó Bí thư Thường trực tỉnh ủy                                        | Nguyễn Tấn Dũng Thủ tướng Chính phủ                                    |
| 19  | Đồng Tháp                            | X                             | 22-24/10/2015   | Lê Minh Hoan                           | Bí thư tỉnh ủy                                                                       | Nguyễn Văn Dương      | Phó Bí thư tỉnh ủy Chủ tịch Ủy ban nhân dân tỉnh                      | Nguyễn Thị Kim Ngân Phó Chủ tịch Quốc hội                              |
| 19  | Đồng Tháp                            | X                             | 22-24/10/2015   | Lê Minh Hoan                           | Bí thư tỉnh ủy                                                                       | Nguyễn Tôn Hoàng      | Bí thư Thành uỷ Sa Đéc                                                | Nguyễn Thị Kim Ngân Phó Chủ tịch Quốc hội                              |
| 20  | Điện Biên                            | XIII                          | 12-15/10/2015   | Trần Văn Sơn                           | Phó Bí thư Thường trực Tỉnh ủy                                                       | Mùa A Sơn             | Phó Bí thư tỉnh ủy Chủ tịch Ủy ban nhân dân tỉnh                      | Tô Huy Rứa Trưởng ban Tổ chức Trung ương                               |
| 20  | Điện Biên                            | XIII                          | 12-15/10/2015   | Trần Văn Sơn                           | Phó Bí thư Thường trực Tỉnh ủy                                                       | Lâm Văn Năm           | Bí thư Thành ủy Điện Biên Phủ                                         | Tô Huy Rứa Trưởng ban Tổ chức Trung ương                               |
| 20  | Điện Biên                            | XIII                          | 12-15/10/2015   | Trần Văn Sơn                           | Phó Bí thư Thường trực Tỉnh ủy                                                       | Lò Văn Muôn           | Trưởng đoàn Đại biểu Quốc hội tỉnh                                    | Tô Huy Rứa Trưởng ban Tổ chức Trung ương                               |
| 21  | Gia Lai                              | XV                            | 13-16/10/2015   | Dương Văn Trang                        | Phó Bí thư tỉnh ủy                                                                   | Hồ Văn Niên           | Trưởng Ban Nội chính Tỉnh ủy                                          | Trần Đại Quang Bộ trưởng Bộ Công an                                    |
| 21  | Gia Lai                              | XV                            | 13-16/10/2015   | Dương Văn Trang                        | Phó Bí thư tỉnh ủy                                                                   | Võ Ngọc Thành         | Phó Bí thư Tỉnh ủy Chủ tịch Ủy ban nhân dân tỉnh                      | Trần Đại Quang Bộ trưởng Bộ Công an                                    |
| 21  | Gia Lai                              | XV                            | 13-16/10/2015   | Dương Văn Trang                        | Phó Bí thư tỉnh ủy                                                                   | Châu Ngọc Tuấn        | Bí thư Thành ủy Pleiku                                                | Trần Đại Quang Bộ trưởng Bộ Công an                                    |
| 22  | Hà Giang                             | XVI                           | 27-29/9/2015    | Triệu Tài Vinh                         | Ủy viên Trung ương Đảng Bí thư tỉnh ủy                                               | Nguyễn Đình Khang     | Phó Bí thư Tỉnh ủy                                                    | Hà Thị Khiết Trưởng ban Dân vận Trung ương                             |
| 22  | Hà Giang                             | XVI                           | 27-29/9/2015    | Triệu Tài Vinh                         | Ủy viên Trung ương Đảng Bí thư tỉnh ủy                                               | Nguyễn Văn Sơn        | Phó Chủ tịch Thường trực Ủy ban nhân dân tỉnh                         | Hà Thị Khiết Trưởng ban Dân vận Trung ương                             |
| 22  | Hà Giang                             | XVI                           | 27-29/9/2015    | Triệu Tài Vinh                         | Ủy viên Trung ương Đảng Bí thư tỉnh ủy                                               | Thào Hồng Sơn         | Trưởng đoàn Đại biểu Quốc hội tỉnh                                    | Hà Thị Khiết Trưởng ban Dân vận Trung ương                             |
| 23  | Hà Nam                               | XIX                           | 22-24/9/2015    | Mai Tiến Dũng                          | Ủy viên Trung ương Đảng Bí thư tỉnh ủy Chủ tịch Hội đồng nhân dân tỉnh               | Nguyễn Xuân Đông      | Phó Bí thư tỉnh ủy Chủ tịch Ủy ban nhân dân tỉnh                      | Nguyễn Xuân Phúc Phó Thủ tướng                                         |
| 24  | Hà Nội                               | XVI                           | 31/10-3/11/2015 | Phạm Quang Nghị Bộ Chính trị phân công | Ủy viên Bộ Chính trị Bí thư Thành ủy                                                 | Nguyễn Thị Thanh Hằng | Phó bí thư thường trực Thành ủy                                       | Nguyễn Phú Trọng Tổng Bí thư                                           |
| 24  | Hà Nội                               | XVI                           | 31/10-3/11/2015 | Phạm Quang Nghị Bộ Chính trị phân công | Ủy viên Bộ Chính trị Bí thư Thành ủy                                                 | Nguyễn Thị Bích Ngọc  | Phó Bí thư thành ủy Chủ tịch Ủy ban nhân dân thành phố                | Nguyễn Phú Trọng Tổng Bí thư                                           |
| 24  | Hà Nội                               | XVI                           | 31/10-3/11/2015 | Phạm Quang Nghị Bộ Chính trị phân công | Ủy viên Bộ Chính trị Bí thư Thành ủy                                                 | Nguyễn Đức Chung      | Giám đốc Công an thành phố                                            | Nguyễn Phú Trọng Tổng Bí thư                                           |
| 24  | Hà Nội                               | XVI                           | 31/10-3/11/2015 | Phạm Quang Nghị Bộ Chính trị phân công | Ủy viên Bộ Chính trị Bí thư Thành ủy                                                 | Đào Đức Toàn          | Trưởng Ban tổ chức Thành ủy                                           | Nguyễn Phú Trọng Tổng Bí thư                                           |
| 25  | Hà Tĩnh                              | XVIII                         | 16-18/10/2015   | Lê Đình Sơn                            | Phó Bí thư tỉnh ủy Chủ tịch Ủy ban nhân dân tỉnh                                     | Trần Nam Hồng         | Phó Bí thư thường trực tỉnh ủy                                        | Nguyễn Sinh Hùng Chủ tịch Quốc hội                                     |
| 26  | Hải Dương                            | XVI                           | 26-28/10/2015   | Nguyễn Mạnh Hiển                       | Phó Bí thư tỉnh ủy Chủ tịch Ủy ban nhân dân tỉnh                                     | Vũ Văn Sơn            | Phó Bí thư tỉnh ủy                                                    | Nguyễn Sinh Hùng Chủ tịch Quốc hội                                     |
| 26  | Hải Dương                            | XVI                           | 26-28/10/2015   | Nguyễn Mạnh Hiển                       | Phó Bí thư tỉnh ủy Chủ tịch Ủy ban nhân dân tỉnh                                     | Nguyễn Dương Thái     | Phó Chủ tịch Thường trực Ủy ban nhân dân tỉnh                         | Nguyễn Sinh Hùng Chủ tịch Quốc hội                                     |
| 27  | Hải Phòng                            | XV                            | 21-24/10/2015   | Lê Văn Thành                           | Phó Bí thư thành ủy Chủ tịch Ủy ban nhân dân thành phố                               | Nguyễn Thị Nghĩa      | Phó Bí thư tỉnh ủy                                                    | Nguyễn Tấn Dũng Thủ tướng chính phủ                                    |
| 28  | Hậu Giang                            | XIII                          | 14-16/10/2015   | Trần Công Chánh                        | Phó Bí thư tỉnh ủy Chủ tịch Ủy ban nhân dân tỉnh                                     | Lữ Văn Hùng           | Chỉ huy trưởng Bộ Chỉ huy Quân sự tỉnh                                | Đinh Thế Huynh Trưởng ban Tuyên giáo Trung ương                        |
| 28  | Hậu Giang                            | XIII                          | 14-16/10/2015   | Trần Công Chánh                        | Phó Bí thư tỉnh ủy Chủ tịch Ủy ban nhân dân tỉnh                                     | Huỳnh Thanh Tạo       | Trưởng ban Tổ chức Tỉnh ủy                                            | Đinh Thế Huynh Trưởng ban Tuyên giáo Trung ương                        |
| 28  | Hậu Giang                            | XIII                          | 14-16/10/2015   | Trần Công Chánh                        | Phó Bí thư tỉnh ủy Chủ tịch Ủy ban nhân dân tỉnh                                     | Đặng Thế Vinh         | Phó Bí thư tỉnh ủy                                                    | Đinh Thế Huynh Trưởng ban Tuyên giáo Trung ương                        |
| 29  | Hòa Bình                             | XVI                           | 14-16/9/2015    | Bùi Văn Tỉnh                           | Ủy viên Trung ương Đảng Bí thư Tỉnh ủy Chủ tịch Hội đồng nhân dân tỉnh               | Trần Đăng Ninh        | Phó Bí thư Thường trực Tỉnh ủy                                        | Trương Tấn Sang Chủ tịch nước                                          |
| 29  | Hòa Bình                             | XVI                           | 14-16/9/2015    | Bùi Văn Tỉnh                           | Ủy viên Trung ương Đảng Bí thư Tỉnh ủy Chủ tịch Hội đồng nhân dân tỉnh               | Nguyễn Văn Quang      | Phó Bí thư tỉnh ủy Chủ tịch Ủy ban nhân dân tỉnh                      | Trương Tấn Sang Chủ tịch nước                                          |
| 30  | Hưng Yên                             | XVIII                         | 31/10-2/11/2015 | Đỗ Tiến Sỹ                             | Bí thư tỉnh ủy                                                                       | Nguyễn Văn Phóng      | Trưởng Ban Tổ chức Tỉnh ủy                                            | Phùng Quang Thanh Bộ trưởng Bộ Quốc Phòng                              |
| 31  | Thành phố Hồ Chí Minh                | X                             | 14-17/10/2015   | Lê Thanh Hải Bộ Chính trị phân công    | Ủy viên Bộ Chính trị Bí thư Thành ủy                                                 | Võ Văn Thưởng         | Ủy viên Ban Chấp hành Trung ương Đảng Phó Bí thư Thường trực Thành ủy | Nguyễn Phú Trọng Tổng Bí thư                                           |
| 31  | Thành phố Hồ Chí Minh                | X                             | 14-17/10/2015   | Lê Thanh Hải Bộ Chính trị phân công    | Ủy viên Bộ Chính trị Bí thư Thành ủy                                                 | Nguyễn Thành Phong    | Ủy viên Ban Chấp hành Trung ương Đảng Phó Bí thư Thành ủy             | Nguyễn Phú Trọng Tổng Bí thư                                           |
| 31  | Thành phố Hồ Chí Minh                | X                             | 14-17/10/2015   | Lê Thanh Hải Bộ Chính trị phân công    | Ủy viên Bộ Chính trị Bí thư Thành ủy                                                 | Nguyễn Thị Quyết Tâm  | Phó Bí thư Thành ủy Chủ tịch Hội đồng nhân dân Thành phố              | Nguyễn Phú Trọng Tổng Bí thư                                           |
| 31  | Thành phố Hồ Chí Minh                | X                             | 14-17/10/2015   | Lê Thanh Hải Bộ Chính trị phân công    | Ủy viên Bộ Chính trị Bí thư Thành ủy                                                 | Tất Thành Cang        | Ủy viên dự khuyết Ban Chấp hành Trung ương Đảng Phó Bí thư Thành ủy   | Nguyễn Phú Trọng Tổng Bí thư                                           |
| 32  | Khánh Hòa                            | XVII                          | 21-27/9/2015    | Lê Thanh Quang                         | Ủy viên Trung ương Đảng Bí thư Tỉnh ủy Chủ tịch Hội đồng nhân dân tỉnh               | Nguyễn Tấn Tuân       | Phó Bí thư Thường trực Tỉnh ủy                                        | Nguyễn Sinh Hùng Chủ tịch Quốc hội                                     |
| 32  | Khánh Hòa                            | XVII                          | 21-27/9/2015    | Lê Thanh Quang                         | Ủy viên Trung ương Đảng Bí thư Tỉnh ủy Chủ tịch Hội đồng nhân dân tỉnh               | Lê Đức Vinh           | Phó Chủ tịch Ủy ban nhân dân tỉnh                                     | Nguyễn Sinh Hùng Chủ tịch Quốc hội                                     |
| 33  | Kiên Giang                           | X                             | 15-17/10/2015   | Nguyễn Thanh Nghị                      | Ủy viên dự khuyết Trung ương Đảng Phó Bí thư Tỉnh ủy                                 | Đặng Tuyết Em         | Phó Bí thư thường trực tỉnh ủy Chủ tịch Hội đồng nhân dân tỉnh        | Lê Hồng Anh Thường trực Ban Bí thư                                     |
| 33  | Kiên Giang                           | X                             | 15-17/10/2015   | Nguyễn Thanh Nghị                      | Ủy viên dự khuyết Trung ương Đảng Phó Bí thư Tỉnh ủy                                 | Phạm Vũ Hồng          | Phó chủ tịch Ủy ban nhân dân tỉnh                                     | Lê Hồng Anh Thường trực Ban Bí thư                                     |
| 34  | Kon Tum                              | XV                            | 1-3/10/2015     | Nguyễn Văn Hùng                        | Bí thư Tỉnh ủy Chủ tịch Hội đồng nhân dân tỉnh                                       | Y Mửi                 | Phó Bí thư thường trực tỉnh ủy                                        | Nguyễn Thị Kim Ngân Phó Chủ tịch Quốc hội                              |
| 34  | Kon Tum                              | XV                            | 1-3/10/2015     | Nguyễn Văn Hùng                        | Bí thư Tỉnh ủy Chủ tịch Hội đồng nhân dân tỉnh                                       | Đào Xuân Quý          | Phó Bí thư Chủ tịch Ủy ban nhân dân tỉnh                              | Nguyễn Thị Kim Ngân Phó Chủ tịch Quốc hội                              |
| 35  | Lai Châu                             | XIII                          | 13-15/10/2015   | Nguyễn Khắc Chử                        | Bí thư Tỉnh ủy                                                                       | Giàng Páo Mỷ          | Phó Bí thư tỉnh ủy Chủ tịch Hội đồng nhân dân tỉnh                    | Trần Quốc Vượng Chánh Văn phòng Trung ương Đảng                        |
| 35  | Lai Châu                             | XIII                          | 13-15/10/2015   | Nguyễn Khắc Chử                        | Bí thư Tỉnh ủy                                                                       | Đỗ Ngọc An            | Phó Bí thư Thường trực Tỉnh ủy Chủ tịch Ủy ban nhân dân tỉnh          | Trần Quốc Vượng Chánh Văn phòng Trung ương Đảng                        |
| 35  | Lai Châu                             | XIII                          | 13-15/10/2015   | Nguyễn Khắc Chử                        | Bí thư Tỉnh ủy                                                                       | Vũ Văn Hoàn           | Phó Bí thư Tỉnh ủy                                                    | Trần Quốc Vượng Chánh Văn phòng Trung ương Đảng                        |
| 36  | Lạng Sơn                             | XVI                           | 28-30/10/2015   | Trần Sỹ Thanh                          | Ủy viên dự khuyết Trung ương Đảng Phó chủ nhiệm Ủy ban Kiểm tra Trung ương           | Hoàng Văn Nghiệm      | Bí thư Đảng bộ Khối cơ quan tỉnh                                      | Ngô Văn Dụ Chủ nhiệm Ủy ban Kiểm tra Trung ương                        |
| 37  | Lào Cai                              | XV                            | 22-24/9/2015    | Nguyễn Văn Vịnh                        | Bí thư Tỉnh ủy                                                                       | Hà Thị Nga            | Bí thư Huyện ủy Mường Khương                                          | Ngô Văn Dụ Chủ nhiệm Ủy ban Kiểm tra Trung ương                        |
| 37  | Lào Cai                              | XV                            | 22-24/9/2015    | Nguyễn Văn Vịnh                        | Bí thư Tỉnh ủy                                                                       | Đặng Xuân Phong       | Phó Chủ tịch Ủy ban nhân dân tỉnh                                     | Ngô Văn Dụ Chủ nhiệm Ủy ban Kiểm tra Trung ương                        |
| 38  | Lâm Đồng                             | X                             | 13-16/10/2015   | Nguyễn Xuân Tiến                       | Ủy viên Trung ương Đảng Bí thư Tỉnh ủy                                               | Đoàn Văn Việt         | Phó Bí thư Chủ tịch Ủy ban nhân dân tỉnh                              | Nguyễn Thiện Nhân Chủ tịch Mặt trận Tổ quốc Việt Nam                   |
| 38  | Lâm Đồng                             | X                             | 13-16/10/2015   | Nguyễn Xuân Tiến                       | Ủy viên Trung ương Đảng Bí thư Tỉnh ủy                                               | Trần Đức Quận         | Bí thư Thành ủy Đà Lạt                                                | Nguyễn Thiện Nhân Chủ tịch Mặt trận Tổ quốc Việt Nam                   |
| 39  | Long An                              | X                             | 13-16/10/2015   | Phạm Văn Rạnh                          | Phó Bí thư Tỉnh ủy                                                                   | Đỗ Hữu Lâm            | Phó Bí thư Tỉnh ủy Chủ tịch Ủy ban nhân dân tỉnh                      | Nguyễn Thị Kim Ngân Phó Chủ tịch Quốc hội                              |
| 39  | Long An                              | X                             | 13-16/10/2015   | Phạm Văn Rạnh                          | Phó Bí thư Tỉnh ủy                                                                   | Trần Văn Cần          | Bí thư huyện ủy Đức Hòa                                               | Nguyễn Thị Kim Ngân Phó Chủ tịch Quốc hội                              |
| 40  | Nam Định                             | XIX                           | 22-25/9/2015    | Đoàn Hồng Phong                        | Phó Bí thư Tỉnh ủy Chủ tịch Ủy ban nhân dân tỉnh                                     | Trần Văn Chung        | Phó Bí thư Thường trực Tỉnh ủy Chủ tịch Hội đồng nhân dân tỉnh        | Phạm Quang Nghị Bí thư Thành ủy Hà Nội                                 |
| 40  | Nam Định                             | XIX                           | 22-25/9/2015    | Đoàn Hồng Phong                        | Phó Bí thư Tỉnh ủy Chủ tịch Ủy ban nhân dân tỉnh                                     | Phạm Đình Nghị        | Bí thư Thành ủy Nam Định                                              | Phạm Quang Nghị Bí thư Thành ủy Hà Nội                                 |
| 41  | Nghệ An                              | XVIII                         | 12-14/10/2015   | Hồ Đức Phớc                            | Bí thư tỉnh ủy                                                                       | Nguyễn Xuân Sơn       | Phó chủ tịch Hội đồng nhân dân tỉnh                                   | Nguyễn Xuân Phúc Phó Thủ tướng                                         |
| 41  | Nghệ An                              | XVIII                         | 12-14/10/2015   | Hồ Đức Phớc                            | Bí thư tỉnh ủy                                                                       | Nguyễn Xuân Đường     | Phó Bí thư Tỉnh ủy Chủ tịch Ủy ban nhân dân tỉnh                      | Nguyễn Xuân Phúc Phó Thủ tướng                                         |
| 41  | Nghệ An                              | XVIII                         | 12-14/10/2015   | Hồ Đức Phớc                            | Bí thư tỉnh ủy                                                                       | Lê Quang Huy          | Phó Bí thư Tỉnh ủy                                                    | Nguyễn Xuân Phúc Phó Thủ tướng                                         |
| 42  | Ninh Bình                            | XXI                           | 22-27/9/2015    | Nguyễn Thị Thanh                       | Ủy viên dự khuyết Trung ương Đảng Bí thư tỉnh ủy                                     | Nguyễn Tiến Thành     | Phó Bí thư Thường trực tỉnh ủy Chủ tịch Hội đồng nhân dân tỉnh        | Nguyễn Thiện Nhân Chủ tịch Ủy ban Trung ương Mặt trận Tổ quốc Việt Nam |
| 42  | Ninh Bình                            | XXI                           | 22-27/9/2015    | Nguyễn Thị Thanh                       | Ủy viên dự khuyết Trung ương Đảng Bí thư tỉnh ủy                                     | Đinh Văn Điến         | Phó Bí thư tỉnh ủy Chủ tịch Ủy ban nhân dân tỉnh                      | Nguyễn Thiện Nhân Chủ tịch Ủy ban Trung ương Mặt trận Tổ quốc Việt Nam |
| 43  | Ninh Thuận                           | XIII                          | 22-24/9/2015    | Nguyễn Đức Thanh                       | Bí thư tỉnh ủy Chủ tịch Hội đồng nhân dân tỉnh                                       | Lưu Xuân Vĩnh         | Phó Bí thư thường trực tỉnh ủy Chủ tịch Ủy ban nhân dân tỉnh          | Trương Hòa Bình Chánh án Tòa án nhân dân Tối cao                       |
| 43  | Ninh Thuận                           | XIII                          | 22-24/9/2015    | Nguyễn Đức Thanh                       | Bí thư tỉnh ủy Chủ tịch Hội đồng nhân dân tỉnh                                       | Nguyễn Bắc Việt       | Phó trưởng Đoàn Đại biểu Quốc hội tỉnh                                | Trương Hòa Bình Chánh án Tòa án nhân dân Tối cao                       |
| 44  | Phú Thọ                              | XVIII                         | 28-30/9/2015    | Hoàng Dân Mạc                          | Bí thư tỉnh ủy Chủ tịch Hội đồng nhân dân tỉnh                                       | Bùi Minh Châu         | Phó Bí thư Thường trực Tỉnh ủy                                        | Nguyễn Sinh Hùng Chủ tịch Quốc hội                                     |
| 44  | Phú Thọ                              | XVIII                         | 28-30/9/2015    | Hoàng Dân Mạc                          | Bí thư tỉnh ủy Chủ tịch Hội đồng nhân dân tỉnh                                       | Nguyễn Hữu Đông       | Trưởng ban Nội chính Tỉnh ủy                                          | Nguyễn Sinh Hùng Chủ tịch Quốc hội                                     |
| 45  | Phú Yên                              | XVI                           | 13-16/10/2015   | Huỳnh Tấn Việt                         | Phó Bí thư Thường trực Tỉnh ủy Chủ tịch Hội đồng nhân dân Tỉnh                       | Lương Minh Sơn        | Chủ nhiệm Ủy ban Kiểm tra Tỉnh ủy                                     | Tòng Thị Phóng Phó Chủ tịch Quốc hội                                   |
| 45  | Phú Yên                              | XVI                           | 13-16/10/2015   | Huỳnh Tấn Việt                         | Phó Bí thư Thường trực Tỉnh ủy Chủ tịch Hội đồng nhân dân Tỉnh                       | Hoàng Văn Trà         | Phó Bí thư tỉnh ủy                                                    | Tòng Thị Phóng Phó Chủ tịch Quốc hội                                   |
| 46  | Quảng Bình                           | XVI                           | 21-24/10/2015   | Hoàng Đăng Quang                       | Phó Bí thư Thường trực Tỉnh ủy                                                       | Nguyễn Hữu Hoài       | Phó Bí thư tỉnh ủy Chủ tịch Ủy ban nhân dân tỉnh                      | Nguyễn Xuân Phúc Phó Thủ tướng Chính phủ                               |
| 46  | Quảng Bình                           | XVI                           | 21-24/10/2015   | Hoàng Đăng Quang                       | Phó Bí thư Thường trực Tỉnh ủy                                                       | Trần Công Thuật       | Bí thư Thành ủy Đồng Hới                                              | Nguyễn Xuân Phúc Phó Thủ tướng Chính phủ                               |
| 47  | Quảng Nam                            | XXI                           | 12-14/10/2015   | Nguyễn Ngọc Quang                      | Bí thư tỉnh ủy Chủ tịch Hội đồng nhân dân Tỉnh                                       | Phan Việt Cường       | Phó Bí thư Thường trực Tỉnh ủy                                        | Tòng Thị Phóng Phó Chủ tịch Quốc hội                                   |
| 47  | Quảng Nam                            | XXI                           | 12-14/10/2015   | Nguyễn Ngọc Quang                      | Bí thư tỉnh ủy Chủ tịch Hội đồng nhân dân Tỉnh                                       | Đinh Văn Thu          | Phó Bí thư tỉnh ủy Chủ tịch Ủy ban nhân dân tỉnh                      | Tòng Thị Phóng Phó Chủ tịch Quốc hội                                   |
| 48  | Quảng Ngãi                           | XIX                           | 20-23/10/2015   | Lê Viết Chữ                            | Bí thư Tỉnh ủy Chủ tịch Hội đồng nhân dân Tỉnh                                       | Nguyễn Thanh Quang    | Trưởng ban Tổ chức Tỉnh ủy                                            | Tòng Thị Phóng Phó Chủ tịch Quốc hội                                   |
| 48  | Quảng Ngãi                           | XIX                           | 20-23/10/2015   | Lê Viết Chữ                            | Bí thư Tỉnh ủy Chủ tịch Hội đồng nhân dân Tỉnh                                       | Trần Ngọc Căng        | Phó Bí thư tỉnh ủy Chủ tịch Ủy ban nhân dân tỉnh                      | Tòng Thị Phóng Phó Chủ tịch Quốc hội                                   |
| 48  | Quảng Ngãi                           | XIX                           | 20-23/10/2015   | Lê Viết Chữ                            | Bí thư Tỉnh ủy Chủ tịch Hội đồng nhân dân Tỉnh                                       | Trần Văn Minh         | Phó Bí thư tỉnh ủy                                                    | Tòng Thị Phóng Phó Chủ tịch Quốc hội                                   |
| 49  | Quảng Ninh                           | XIV                           | 13-15/10/2015   | Nguyễn Văn Đọc                         | Bí thư Tỉnh ủy Chủ tịch Hội đồng nhân dân Tỉnh                                       | Đỗ Thị Hoàng          | Phó Bí thư thường trực tỉnh ủy                                        | Nguyễn Sinh Hùng Chủ tịch Quốc hội                                     |
| 49  | Quảng Ninh                           | XIV                           | 13-15/10/2015   | Nguyễn Văn Đọc                         | Bí thư Tỉnh ủy Chủ tịch Hội đồng nhân dân Tỉnh                                       | Vũ Hồng Thanh         | Phó Bí thư tỉnh ủy                                                    | Nguyễn Sinh Hùng Chủ tịch Quốc hội                                     |
| 49  | Quảng Ninh                           | XIV                           | 13-15/10/2015   | Nguyễn Văn Đọc                         | Bí thư Tỉnh ủy Chủ tịch Hội đồng nhân dân Tỉnh                                       | Nguyễn Đức Long       | Phó Bí thư tỉnh ủy Chủ tịch Ủy ban nhân dân tỉnh                      | Nguyễn Sinh Hùng Chủ tịch Quốc hội                                     |
| 50  | Quảng Trị                            | XVI                           | 22-25/9/2015    | Nguyễn Văn Hùng                        | Phó bí thư Tỉnh ủy                                                                   | Phạm Đức Châu         | Phó Bí thư thường trực tỉnh ủy                                        | Nguyễn Tấn Dũng Thủ tướng chính phủ                                    |
| 50  | Quảng Trị                            | XVI                           | 22-25/9/2015    | Nguyễn Văn Hùng                        | Phó bí thư Tỉnh ủy                                                                   | Nguyễn Đức Chính      | Phó Bí thư tỉnh ủy Chủ tịch Ủy ban nhân dân tỉnh                      | Nguyễn Tấn Dũng Thủ tướng chính phủ                                    |
| 51  | Sóc Trăng                            | XVIII                         | 27-29/10/2015   | Nguyễn Văn Thể                         | Ủy viên dự khuyết Trung ương Đảng Thứ trưởng Bộ Giao thông Vận tải                   | Nguyễn Trung Hiếu     | Phó Bí thư tỉnh ủy Chủ tịch Ủy ban nhân dân tỉnh                      | Nguyễn Thiện Nhân Chủ tịch Mặt trận Tổ quốc Việt Nam                   |
| 51  | Sóc Trăng                            | XVIII                         | 27-29/10/2015   | Nguyễn Văn Thể                         | Ủy viên dự khuyết Trung ương Đảng Thứ trưởng Bộ Giao thông Vận tải                   | Huỳnh Văn Sum         | Phó Bí thư tỉnh ủy                                                    | Nguyễn Thiện Nhân Chủ tịch Mặt trận Tổ quốc Việt Nam                   |
| 51  | Sóc Trăng                            | XVIII                         | 27-29/10/2015   | Nguyễn Văn Thể                         | Ủy viên dự khuyết Trung ương Đảng Thứ trưởng Bộ Giao thông Vận tải                   | Lâm Văn Mẫn           | Ủy viên dự khuyết Trung ương Đảng Phó Chủ tịch Ủy ban nhân dân tỉnh   | Nguyễn Thiện Nhân Chủ tịch Mặt trận Tổ quốc Việt Nam                   |
| 52  | Sơn La                               | XIV                           | 22-24/9/2015    | Hoàng Văn Chất                         | Bí thư tỉnh ủy Chủ tịch Hội đồng nhân dân tỉnh                                       | Nguyễn Đắc Quỳnh      | Phó Bí thư thường trực tỉnh ủy                                        | Trần Đại Quang Bộ trưởng Bộ Công An                                    |
| 52  | Sơn La                               | XIV                           | 22-24/9/2015    | Hoàng Văn Chất                         | Bí thư tỉnh ủy Chủ tịch Hội đồng nhân dân tỉnh                                       | Cầm Ngọc Minh         | Phó Bí thư tỉnh ủy Chủ tịch Ủy ban nhân dân tỉnh                      | Trần Đại Quang Bộ trưởng Bộ Công An                                    |
| 53  | Tây Ninh                             | X                             | 13-16/10/2015   | Trần Lưu Quang                         | Ủy viên dự khuyết Trung ương Đảng Bí thư tỉnh ủy                                     | Nguyễn Minh Tân       | Phó Bí thư Thường trực Tỉnh ủy                                        | Lê Hồng Anh Thường trực Ban Bí thư                                     |
| 53  | Tây Ninh                             | X                             | 13-16/10/2015   | Trần Lưu Quang                         | Ủy viên dự khuyết Trung ương Đảng Bí thư tỉnh ủy                                     | Phạm Văn Tân          | Bí thư Thành ủy Tây Ninh                                              | Lê Hồng Anh Thường trực Ban Bí thư                                     |
| 54  | Thái Bình                            | XIX                           | 22-25/9/2015    | Phạm Văn Sinh                          | Bí thư tỉnh ủy Chủ tịch Hội đồng nhân dân tỉnh                                       | Đặng Trọng Thăng      | Phó bí thư thường trực tỉnh ủy                                        | Nguyễn Thị Kim Ngân Phó chủ tịch Quốc hội                              |
| 54  | Thái Bình                            | XIX                           | 22-25/9/2015    | Phạm Văn Sinh                          | Bí thư tỉnh ủy Chủ tịch Hội đồng nhân dân tỉnh                                       | Nguyễn Hồng Diên      | Phó Bí thư tỉnh ủy Chủ tịch Ủy ban nhân dân tỉnh                      | Nguyễn Thị Kim Ngân Phó chủ tịch Quốc hội                              |
| 55  | Thái Nguyên                          | XIX                           | 27-29/10/2015   | Trần Quốc Tỏ                           | Phó Bí thư Thường trực Tỉnh ủy                                                       | Vũ Hồng Bắc           | Phó bí thư tỉnh ủy Chủ tịch Hội đồng nhân dân Tỉnh                    | Tô Huy Rứa Trưởng ban Tổ chức Trung ương                               |
| 55  | Thái Nguyên                          | XIX                           | 27-29/10/2015   | Trần Quốc Tỏ                           | Phó Bí thư Thường trực Tỉnh ủy                                                       | Bùi Xuân Hòa          | Bí thư Thành ủy Thái Nguyên                                           | Tô Huy Rứa Trưởng ban Tổ chức Trung ương                               |
| 56  | Thanh Hóa                            | XVIII                         | 22-25/9/2015    | Trịnh Văn Chiến                        | Bí thư tỉnh ủy Chủ tịch Hội đồng nhân dân tỉnh                                       | Đỗ Trọng Hưng         | Phó Bí thư Thường trực Tỉnh ủy                                        | Trương Tấn Sang Chủ tịch nước                                          |
| 56  | Thanh Hóa                            | XVIII                         | 22-25/9/2015    | Trịnh Văn Chiến                        | Bí thư tỉnh ủy Chủ tịch Hội đồng nhân dân tỉnh                                       | Nguyễn Đình Xứng      | Phó Bí thư tỉnh ủy Chủ tịch Ủy ban nhân dân tỉnh                      | Trương Tấn Sang Chủ tịch nước                                          |
| 56  | Thanh Hóa                            | XVIII                         | 22-25/9/2015    | Trịnh Văn Chiến                        | Bí thư tỉnh ủy Chủ tịch Hội đồng nhân dân tỉnh                                       | Đỗ Minh Tuấn          | Trưởng ban Nội chính Tỉnh ủy Thanh Hóa                                | Trương Tấn Sang Chủ tịch nước                                          |
| 56  | Thanh Hóa                            | XVIII                         | 22-25/9/2015    | Trịnh Văn Chiến                        | Bí thư tỉnh ủy Chủ tịch Hội đồng nhân dân tỉnh                                       | Nguyễn Thị Xuân Thu   | Phó Bí thư tỉnh ủy                                                    | Trương Tấn Sang Chủ tịch nước                                          |
| 57  | Thừa Thiên - Huế                     | XV                            | 22-24/10/2015   | Lê Trường Lưu                          | Bí thư tỉnh ủy Chủ tịch Hội đồng nhân dân Tỉnh                                       | Bùi Thanh Hà          | Chủ nhiệm Ủy ban Kiểm tra Tỉnh ủy                                     | Lê Hồng Anh Thường trực Ban Bí thư                                     |
| 57  | Thừa Thiên - Huế                     | XV                            | 22-24/10/2015   | Lê Trường Lưu                          | Bí thư tỉnh ủy Chủ tịch Hội đồng nhân dân Tỉnh                                       | Nguyễn Văn Cao        | Phó Bí thư tỉnh ủy Chủ tịch Ủy ban nhân dân tỉnh                      | Lê Hồng Anh Thường trực Ban Bí thư                                     |
| 58  | Tiền Giang                           | X                             | 19-21/10/2015   | Nguyễn Văn Danh                        | Phó Bí thư Tỉnh ủy Chủ tịch Hội đồng nhân dân Tỉnh                                   | Lê Hồng Quang         | Phó Bí thư tỉnh ủy                                                    | Ngô Xuân Lịch Chủ nhiệm Tổng Cục Chính trị Quân đội nhân dân Việt Nam  |
| 58  | Tiền Giang                           | X                             | 19-21/10/2015   | Nguyễn Văn Danh                        | Phó Bí thư Tỉnh ủy Chủ tịch Hội đồng nhân dân Tỉnh                                   | Võ Văn Bình           | Phó Trưởng Ban Thường trực Ban Tổ chức Tỉnh ủy                        | Ngô Xuân Lịch Chủ nhiệm Tổng Cục Chính trị Quân đội nhân dân Việt Nam  |
| 58  | Tiền Giang                           | X                             | 19-21/10/2015   | Nguyễn Văn Danh                        | Phó Bí thư Tỉnh ủy Chủ tịch Hội đồng nhân dân Tỉnh                                   | Lê Văn Hưởng          | Phó Chủ tịch Ủy ban nhân dân tỉnh                                     | Ngô Xuân Lịch Chủ nhiệm Tổng Cục Chính trị Quân đội nhân dân Việt Nam  |
| 59  | Trà Vinh                             | X                             | 14-16/10/2015   | Trần Trí Dũng                          | Ủy viên Trung ương Đảng Bí thư tỉnh ủy                                               | Ngô Chí Cường         | Phó bí thư thường trực tỉnh ủy                                        | Nguyễn Thị Kim Ngân Phó Chủ tịch Quốc hội                              |
| 59  | Trà Vinh                             | X                             | 14-16/10/2015   | Trần Trí Dũng                          | Ủy viên Trung ương Đảng Bí thư tỉnh ủy                                               | Sơn Thị Ánh Hồng      | Phó Bí thư tỉnh ủy Chủ tịch Hội đồng nhân dân tỉnh                    | Nguyễn Thị Kim Ngân Phó Chủ tịch Quốc hội                              |
| 59  | Trà Vinh                             | X                             | 14-16/10/2015   | Trần Trí Dũng                          | Ủy viên Trung ương Đảng Bí thư tỉnh ủy                                               | Đồng Văn Lâm          | Phó Bí thư tỉnh ủy Chủ tịch Ủy ban nhân dân tỉnh                      | Nguyễn Thị Kim Ngân Phó Chủ tịch Quốc hội                              |
| 60  | Tuyên Quang                          | XVI                           | 22-24/10/2015   | Chẩu Văn Lâm                           | Bí thư tỉnh ủy                                                                       | Nguyễn Hồng Thắng     | Trưởng Ban tổ chức tỉnh ủy                                            | Nguyễn Phú Trọng Tổng Bí thư                                           |
| 60  | Tuyên Quang                          | XVI                           | 22-24/10/2015   | Chẩu Văn Lâm                           | Bí thư tỉnh ủy                                                                       | Phạm Minh Huấn        | Phó Bí thư tỉnh ủy Chủ tịch Ủy ban nhân dân tỉnh                      | Nguyễn Phú Trọng Tổng Bí thư                                           |
| 61  | Vĩnh Long                            | X                             | 19-20/10/2015   | Trần Văn Rón                           | Bí thư Tỉnh ủy                                                                       | Trương Văn Sáu        | Phó Bí thư thường trực tỉnh ủy Chủ tịch Hội đồng nhân dân tỉnh        | Đinh Thế Huynh Trưởng ban Tuyên giáo Trung ương                        |
| 61  | Vĩnh Long                            | X                             | 19-20/10/2015   | Trần Văn Rón                           | Bí thư Tỉnh ủy                                                                       | Nguyễn Thị Thu Hà     | Phó Bí thư tỉnh ủy                                                    | Đinh Thế Huynh Trưởng ban Tuyên giáo Trung ương                        |
| 61  | Vĩnh Long                            | X                             | 19-20/10/2015   | Trần Văn Rón                           | Bí thư Tỉnh ủy                                                                       | Nguyễn Văn Quang      | Phó Bí thư tỉnh ủy Chủ tịch Ủy ban nhân dân tỉnh                      | Đinh Thế Huynh Trưởng ban Tuyên giáo Trung ương                        |
| 62  | Vĩnh Phúc                            | XVI                           | 14-16/10/2015   | Hoàng Thị Thúy Lan                     | Bí thư tỉnh ủy Chủ tịch Hội đồng nhân dân Tỉnh                                       | Nguyễn Văn Trì        | Phó Bí thư tỉnh ủy Chủ tịch Ủy ban nhân dân tỉnh                      | Phạm Quang Nghị Bí thư Thành ủy Hà Nội                                 |
| 63  | Yên Bái                              | XVIII                         | 29/9-1/10/2015  | Phạm Duy Cường                         | Bí thư tỉnh ủy                                                                       | Dương Văn Thống       | Phó Bí thư tỉnh ủy Chủ tịch Hội đồng nhân dân tỉnh                    | Hà Thị Khiết Trưởng Ban Dân vận Trung ương                             |
| 63  | Yên Bái                              | XVIII                         | 29/9-1/10/2015  | Phạm Duy Cường                         | Bí thư tỉnh ủy                                                                       | Phạm Thị Thanh Trà    | Phó Bí thư tỉnh ủy Chủ tịch Ủy ban nhân dân tỉnh                      | Hà Thị Khiết Trưởng Ban Dân vận Trung ương                             |